# Ясківка південна
Ясківка південна (Petrochelidon spilodera) — вид горобцеподібних птахів родини ластівкових (Hirundinidae). Поширений в Південній Африці.

## Поширення
Вид поширений в Ботсвані, Габоні, Лесото, Малаві, Намібії, ПАР, Замбії та Зімбабве. Гніздиться на скелях і в штучних місцях, таких як мости і естакади.